# 595
595 (DXCV) fue un año común comenzado en sábado del calendario juliano, en vigor en aquella fecha.

## Acontecimientos
- El general bizantino Prisco marcha contra los ávaros en los Balcanes.

## Nacimientos
- Frodoberto de Troyes, abad y santo cristiano.

## Fallecimientos
- Childeberto II, rey franco (merovingio) de Austrasia.